# Pteroclididae
Pteroclididae là một họ chim duy nhất trong bộ Pteroclidiformes, gồm 2 chi và 16 loài. Thông thường, chúng được xếp trong 2 chi, gồm hai loài ở Trung Á thuộc chi Syrrhaptes và 14 loài khác phân bố ở châu Phi và châu Á thuộc chi Pterocles. Chúng sống ở những vùng đất trống, không có cây cối, chẳng hạn như đồng bằng, thảo nguyên và bán sa mạc. Chúng phân bố khắp miền bắc, nam và đông châu Phi, Madagascar, Trung Đông và từ Ấn Độ đến Trung Á. Pterocles orientalis và Pterocles alchata thậm chí còn phân bố rộng đến Bán đảo Iberia và Pháp. Syrrhaptes paradoxus thỉnh thoảng còn tăng tưởng quần thể với số lượng lớn so với phạm vi phân bố bình thường của loài ở châu Á.

## Phân loại học
Pteroclididae trước đây thuộc bộ Galliformes do sự tương đồng với họ true grouse. Tuy nhiên, những phát hiện sau đó cho thấy sự tương đồng này là không rõ ràng và nó là kết quả của sự hội tụ tiến hóa. Sandgrouse sau đó được đặt gần với bộ Columbiformes chủ yếu là do khả năng uống bằng cách "hút" hoặc "bơm" của thực quản nhu động. Tuy nhiên, một nhóm duy nhất khác cũng thể hiện hành vi tương tự là Pteroclidae, đã được xếp gần với bồ câu chỉ dựa vào các đặc tính rất cũ không nghi ngờ này. Gần đây, nó được cho là không thể hút nước theo cách này, và chúng hiện được xếp vào một bộ riêng của chính nó là Pteroclidiformes. Chúng được xem là các loài chim gần giống chim sẻ và một vài loài có quan hệ gần với chim bãi biển.
Một nghiên cứu DNA do Fain và Houde thực hiện năm 2004 kết luận rằng chúng thuộc nhóm Metaves, cùng với bộ Cu cu (Columbiformes). Trong một nghiên cứu rộng hơn của Hackett (2008) chúng một lần nữa được xếp gần với Columbiformes nhưng cũng gần với Mesite.

### Các loài
| Họ Pteroclididae                                    | Họ Pteroclididae            | Họ Pteroclididae | Họ Pteroclididae |
| Tên thường gọi và danh pháp                         | Hình                        | Miêu tả, phân bố và hiện trạng | Trứng            |
| --------------------------------------------------- | --------------------------- | --- | ---------------- |
| Pterocles alchata (Linnaeus, 1766)                  | Pin-tailed Sandgrouse       | Length 31 đến 39 xentimét (12 đến 15 in) Có 2 phân loài: P. a. alchata – Tây Ban Nha, Bồ Đào Nha, Pháp, tây bắc Phi P. a. caudacutus – Trung Đông, Thổ Nhĩ Kỳ, và về phía đông Kazakhstan Hiện trạng: Ít quan tâm | Egg              |
| Pterocles bicinctus Temminck, 1815                  | Double-banded Sandgrouse    | Length 31 đến 39 xentimét (12 đến 15 in) Có 3 phân loài: P. b. ansorgei – tây nam Angola P. b. bicinctus – Namibia, Botswana, tây bắc tỉnh Cape P. b. multicolor – Zambia, Malawi, Mozambique và Transvaal Hiện trạng: Ít quan tâm |                  |
| Pterocles burchelli Sclater, 1922                   | Burchell's Sandgrouse       | Dài 25 cm (10 in) Đơn loài Angola, Namibia, Botswana, Zambia, Zimbabwe, Nam Phi Hiện trạng: Ít quan tâm |                  |
| Pterocles coronatus Lichtenstein, 1823              | Crowned Sandgrouse          | Có 5 phân loài: P. c. atratus – Ả Rập Saudi, Iran, Afghanistan P. c. coronatus – Sahara, Morocco đến Biển Đỏ P. c. ladas – Pakistan P. c. saturatus – Oman P. c. vastitas – Sinai, Israel, Jordan Hiện trạng: Ít quan tâm |                  |
| Pterocles decoratus Cabanis, 1868                   | Black-faced Sandgrouse      | Có 3 phân loài: P. d. decoratus – đông nam Kenya và đông Tanzania P. d. ellenbecki – đông bắc Uganda, bắc Kenya, Ethiopia, Somalia P. d. loveridgei – tây Kenya, tây Tanzania Hiện trạng: Ít quan tâm |                  |
| Pterocles exustus Temminck, 1825 (Pictured on left) | Chestnut-bellied Sandgrouse | Có 6 phân loài: P. e. ellioti – Sudan, Eritrea, bắc Ethiopia, Somalia P. e. erlangeri – Ả Rập Saudi, Gulf States, Yemen P. e. exustus – Mauritania đến Sudan P. e. floweri – Ai Cập (hầu hết tuyệt chủng) P. e. hindustan – đông nam Iran, Pakistan, Ấn Độ P. e. olivascens – nam Ethiopia, Kenya, bắc Tanzania Hiện trạng: Ít quan tâm |                  |
| Pterocles gutturalis Smith, 1836                    | Yellow-throated Sandgrouse  | Có 2 phân loài: P. g. gutturalis – south Zambia, Zimbabwe, Botswana, South Africa P. g. saturatior – Ethiopia, Kenya, Tanzania, north Zambia Hiện trạng: Ít quan tâm |                  |
| Pterocles indicus Cabanis, 1868                     | Painted Sandgrouse          | Đơn loài India Hiện trạng: Ít quan tâm | Egg              |
| Pterocles lichtensteinii Temminck, 1825             | Lichtenstein's Sandgrouse   | Có 5 phân loài: P. l. targius – Sahara, Sahel, south Morocco to Chad P. l. lichtensteinii – Israel, Sinai, Egypt, Sudan, Ethiopia, Somalia P. l. sukensis – Sudan, Ethiopia, Kenya P. l. ingramsi – Yemen P. l. arabicus – Saudi Arabia, Iran, Afghanistan, Pakistan Hiện trạng: Ít quan tâm                                            |                  |
| Pterocles namaqua (Gmelin, 1789)                    | Namaqua Sandgrouse          | Dài 31 đến 39 xentimét (12 đến 15 in) đơn loài Angola, Namibia, Zimbabwe, Botswana, South Africa Hiện trạng: Ít quan tâm |                  |
| Pterocles orientalis (Linnaeus, 1758)               | Black-bellied Sandgrouse    | Có 2 phân loài: P. o. arenarius – Kazakhstan, Pakistan and western China P. o. orientalis – Northwest Africa, Canary Islands, Iberian Peninsula, Cyprus, Middle East, Turkey and Iran Hiện trạng: Ít quan tâm | Egg              |
| Pterocles personatus Gould, 1843                    | Madagascar Sandgrouse       | Monotypic Madagascar Hiện trạng: Ít quan tâm |                  |
| Pterocles quadricinctus (Temminck, 1815)            | Four-banded Sandgrouse      | Length 25 đến 28 xentimét (9,8 đến 11,0 in) Đơn loàic Central Africa Hiện trạng: Ít quan tâm | Egg              |
| Pterocles senegallus (Linnaeus, 1771)               | Spotted Sandgrouse          | Length 33 xentimét (13 in) Đơn loài Northern Africa, Middle East and western Asia Hiện trạng: Ít quan tâm | Egg              |
| Syrrhaptes tibetanus (Gould, 1850)                  | Tibetan Sandgrouse          | Length 30 đến 41 xentimét (12 đến 16 in) Đơn loài Mountains of central Asia, Tây Tạng and central China Hiện trạng: Ít quan tâm |                  |
| Syrrhaptes paradoxus (Pallas, 1773)                 | Pallas's Sandgrouse         | Length 30 đến 41 xentimét (12 đến 16 in) Đơn loài Mountains and steppes of central Asia Hiện trạng: Ít quan tâm | Egg              |